# Peter (televisieprogramma)
Peter was een televisieprogramma van de Evangelische Omroep (EO). Het programma werd uitgezonden van 1991 tot 1996. In het programma, dat gemiddeld zeven minuten duurde, werden voorbijgangers geïnterviewd door Peter Scheele. Deze kwam met een ludieke opzet om het gesprek met hen aan te gaan over het christelijk geloof en de persoon van Jezus Christus.

## Achtergrond
Het programma kwam tot stand door toedoen van Henk Dokter. Deze kwam met het idee voor een programma waarbij het de bedoeling was dat Scheele zou gaan liften met een bordje 'hemel'. Als hij eenmaal bij iemand in de auto zat zou het dan tot een gesprek komen. Het concept bleek niet te werken omdat Scheele vooral liften kreeg aangeboden van mannen van middelbare leeftijd. Om met een diverse groep in contact te komen ging hij de straat op. Het programma-concept werd aan verschillende programma's aangeboden. De Evangelische Omroep besloot uiteindelijk het programma uit te zenden.
Het programma Peter was niet geheel onomstreden. Er kwam kritiek vanuit de achterban van de EO op de soms onconventionele werkwijze van Scheele. Zo was er een programma waarbij de volgende Bijbeltekst werd voorgelezen: “Jezus zegt: Ik ben de opstanding en het leven, wie in Mij gelooft zal leven zelfs al is hij gestorven”. Tegelijkertijd waren er beelden te zien waarbij Scheele oprijst uit de aarde, het zand wijd om zich heen verspreidend. In een ander programma zette Scheele die een bankovervaller speelde mensen het pistool op het hoofd. Daarna sprak hij met hen na over het leven na de dood. Ook aan Scheeles uiterlijk – staartje, oorringetje, soms een leren jack – moest een deel van de EO-achterban wennen.

## Opvallende afleveringen
Een aantal opvallende afleveringen waren:
- een aflevering waarbij het erom ging of voorbijgangers in God zouden gaan geloven als Hij een teken gaf, bijvoorbeeld als de lantaarnpaal die vlak bij hen stond om zou vallen. Als zij ja zeiden, zorgde Henk Dokter ervoor dat de lantaarn langzaam ter aarde stortte.
- een aflevering waarbij Scheele op Koninginnedag door de straat liep met een groot bord 'Wij willen een koning'. Aan de hand daarvan legde hij aan voorbijgangers uit dat voor 'Koning Jezus was'.
- een aflevering waarin Scheele als de 'theoloogniet' een boekpresentatie en signeersessie houdt van zijn nieuw standaardwerk De beste argumenten tegen Jezus. Het boek is van binnen blanco. In de gesprekken met geïnteresseerden suggereert Scheele dat er geen goede argumenten tegen Jezus zijn.